# Massacro dei professori di Leopoli

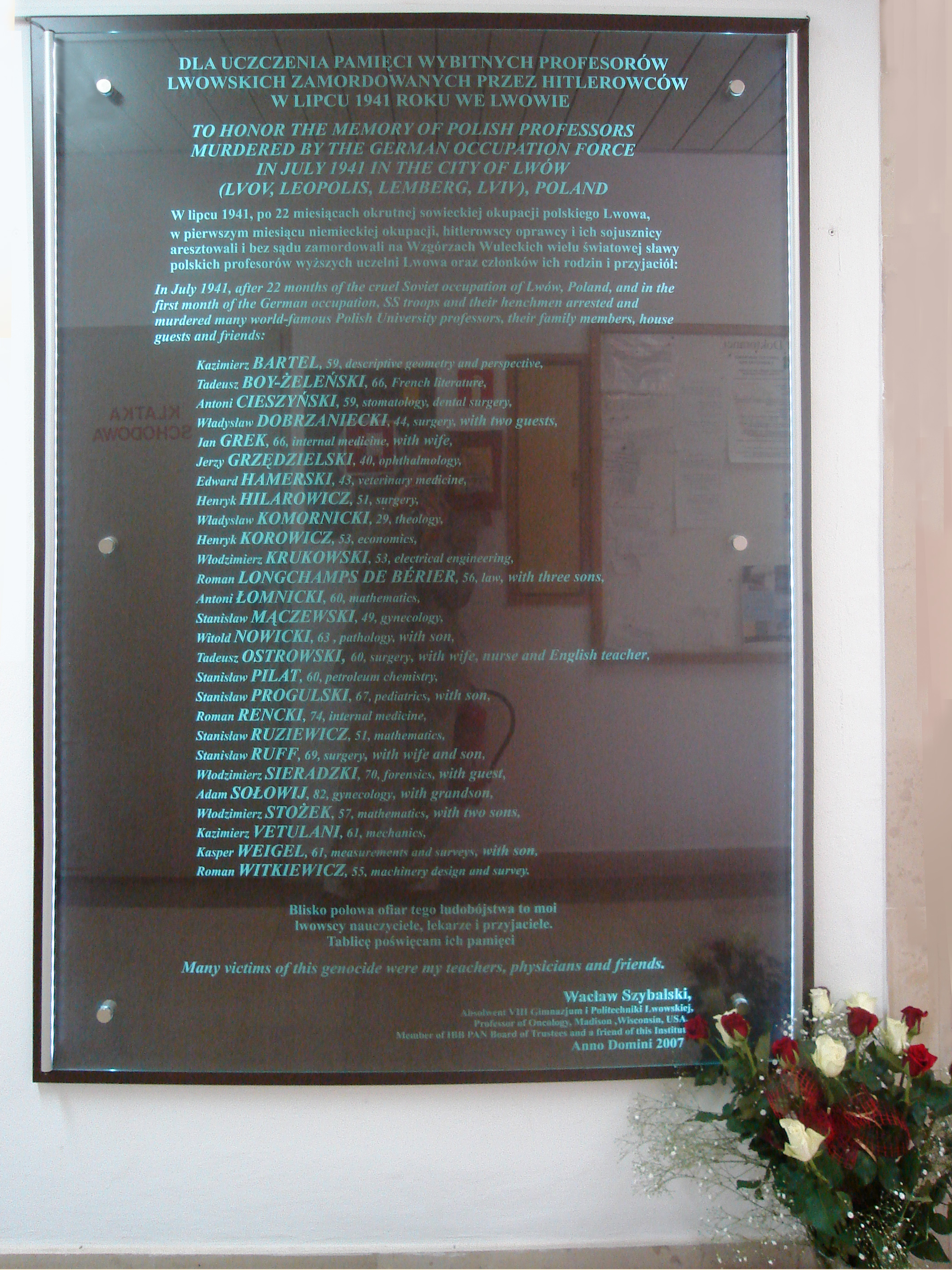
Targa nell'IBB PAN (Istituto di biochimica e biofisica Accademia polacca delle scienze) a Varsavia

Nel luglio 1941 venticinque accademici polacchi della città di Leopoli (oggi in Ucraina) furono uccisi dalle forze di occupazione nazitedesche insieme alle loro famiglie. Prendendo di mira eminenti cittadini e intellettuali per l'eliminazione, i nazisti speravano di impedire l'attività antinazista e indebolire la determinazione del movimento di resistenza polacco. Secondo un testimone oculare le esecuzioni furono fatte da un'unità delle Einsatzgruppen (Einsatzkommando zur besonderen Verwendung) sotto il comando dello SS-Brigadeführer Karl Eberhard Schöngarth con la partecipazione di traduttori ucraini, che indossavano uniformi tedesche.

## Antefatto
Prima del settembre 1939 e dell'invasione congiunta nazi-sovietica della Polonia, Leopoli, allora nella Seconda Repubblica di Polonia, contava 318 000 abitanti di diversi gruppi etnici e religiosi, il 60% dei quali erano polacchi, il 30% ebrei e circa il 10% ucraini e tedeschi. La città era uno dei più importanti centri culturali della Polonia dell'anteguerra, tant'è vero che ospitava cinque istituzioni di istruzione terziaria, compresa l'Università di Leopoli e il Politecnico di Leopoli. Era la casa per molti intellettuali polacchi ed ebrei polacchi, attivisti politici e culturali, scienziati e membri dell'intellighenzia della Polonia del periodo interbellico.
Dopo che Leopoli fu occupata dai sovietici nel settembre 1939, l'Università di Leopoli fu ribattezzata in onore di Ivan Franko, un'importante figura letteraria ucraina vissuta a Leopoli, e la lingua d'istruzione fu cambiata dal polacco all'ucraino. Leopoli fu poi catturata dalle forze tedesche il 30 giugno 1941 dopo l'invasione tedesca dell'Unione Sovietica. Insieme alle unità tedesche della Wehrmacht, numerose formazioni dell'Abwehr e delle SS entrarono in città. Durante l'occupazione nazista, quasi tutti i 120 000 abitanti ebraici della città furono uccisi, dentro il ghetto cittadino o nel campo di sterminio di Bełżec. Alla fine della guerra, solo 200–800 ebrei sopravvissero.
Per controllare la popolazione, eminenti cittadini e intellettuali, particolarmente ebrei e polacchi, furono o confinati nei ghetti o trasportati nei siti di esecuzione, come la prigione della Gestapo in via Pełczyńska, la prigione di Brygidki, l'ex prigione militare a Zamarstynów e nei campi circostanti la città — nel sobborgo di Winniki, sulle colline Kortumówka e nel cimitero ebraico. Molti degli uccisi erano eminenti esponenti della società polacca: politici, artisti, aristocratici, sportivi, scienziati, sacerdoti, rabbini e altri membri dell'intellighenzia. Questo omicidio di massa è considerato come una misura preventiva per mantenere la resistenza polacca frammentata e impedire ai polacchi di rivoltarsi contro il dominio nazista. Era una continuazione diretta della famigerata Ausserordentliche Befriedungsaktion, uno dei primi stadi del Generalplan Ost, dopo che era iniziata la campagna tedesca contro l'URSS e la metà orientale della Polonia prebellica era caduta sotto l'occupazione tedesca al posto di quella dell'Unione Sovietica. Uno dei primi crimini nazisti a Leopoli fu l'omicidio di massa dei professori polacchi insieme ad alcuni dei loro parenti e ospiti, compiuto all'inizio del luglio 1941.

## Storia

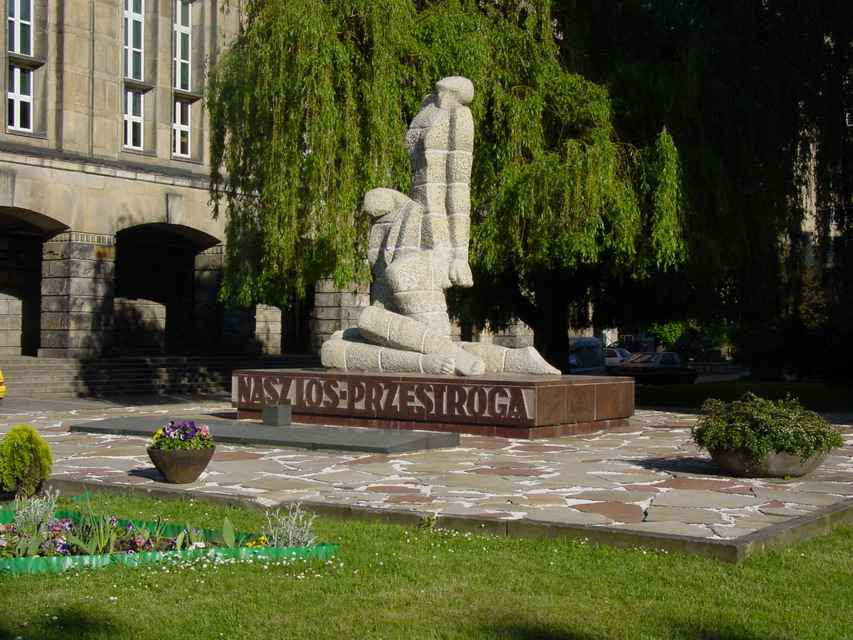
Monumento alle vittime a Breslavia (Polonia)

Verso il 2 luglio 1941 le esecuzioni individuali pianificate continuarono. Approssimativamente alle tre di notte il prof. Kazimierz Bartel fu arrestato da uno degli Einsatzgruppen operanti nell'area. Durante la notte fra il 3 e il 4 luglio, parecchie dozzine di professori e le loro famiglie furono arrestate dai distaccamenti tedeschi - ciascuno consistente di un ufficiale, parecchi soldati, guide e interpreti ucraini. Le liste furono preparate dai loro studenti ucraini associati all'OUN. Alcuni dei professori menzionati nelle liste erano già morti, specificamente Adam Bednarski e Roman Leszczyński. Tra gli arrestati vi era il prof. Roman Rencki, un direttore della clinica per le malattie interne presso l'Università di Leopoli, che fu tenuto nella prigione della NKVD e il cui nome era anche nella lista dei prigionieri sovietici condannati a morte. I detenuti furono trasportati al dormitorio di Abrahamowicz, dove, malgrado l'intenzione preconcetta di ucciderli, furono torturati e interrogati. Il capo del reparto nell'ospedale ebraico, prof. Adam Ruff, fu ucciso durante un attacco epilettico.
Nel primo mattino del 4 luglio uno dei professori e la maggior parte dei suoi domestici furono liberati, mentre i restanti furono o portati sulle colline Wulka o uccisi, sparando loro nel cortile dell'edificio Bursa Abrahamowiczów. Le vittime furono sepolte sul posto, ma parecchi giorni dopo il massacro i loro corpi furono esumati e trasportati dalla Wehrmacht in un luogo ignoto. Secondo gli storici polacchi, le vittime non erano in alcun modo coinvolte nella politica. Secondo uno storico ucraino, su approssimativamente 160 professori polacchi che vivevano a Leopoli nel giugno 1941, i professori scelti per l'esecuzione erano specificamente quelli che in qualche modo avevano cooperato attivamente con il regime sovietico tra il 1940 e il 1941.

## Metodi di uccisione
Ci sono resoconti di quattro diversi metodi usati dalle truppe tedesche per uccidere le loro vittime. Queste furono picchiate a morte, uccise con una baionetta, uccise con un martello o con armi da fuoco.

## Responsabilità

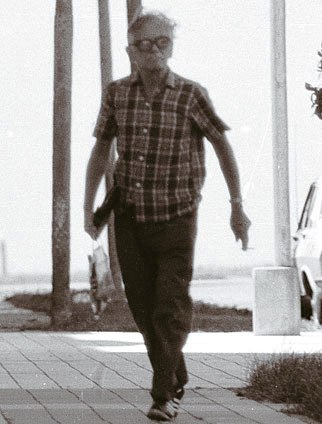
Walter Kutschmann in Argentina, 4 gennaio 1975

La decisione fu presa al più alto livello delle autorità del Terzo Reich. Il diretto decisore in merito al massacro fu il comandante della Sicherheitspolizei (Befehlshaber der Sicherheitspolizei und des SD - BdS) nel Governatorato Generale del Distretto di Cracovia, Brigadeführer Karl Eberhard Schöngarth. Parteciparono anche i seguenti ufficiali della Gestapo: Walter Kutschmann, Felix Landau, Heinz Heim (Capo di Staff Schöngarth), Hans Krueger (Krüger) e Kurt Stawizki. Nessuno di loro fu mai punito per il suo ruolo nel massacro di Leopoli. Kutschmann visse sotto falsa identità in Argentina fino al gennaio 1975, quando fu trovato e smascherato dal giornalista Alfredo Serra nella città turistica di Miramar. Fu arrestato dieci anni dopo nella città argentina di Florida da agenti dell'Interpol, ma morì di attacco cardiaco in carcere prima di essere estradato, il 30 agosto 1986.
Alcune fonti sostengono che membri degli ausiliari ucraini del Battaglione Nachtigall fossero responsabili degli omicidi. Secondo altri, questa asserzione ebbe origine da fonti sovietiche (la campagna di propaganda sovietica contro l'Organizzazione dei Nazionalisti Ucraini) ed è stata contestata.
L'associazione Memorial ha pubblicato documenti che asseriscono di provare che la partecipazione del Nachtigall a quegli eventi era una disinformazione del KGB. Stanisław Bogaczewicz, dell'Istituto della Memoria Nazionale, affermò che i soldati del Nachtigall presero parte agli arresti, ma non agli omicidi, e che il loro ruolo in questo evento richiede ulteriori indagini. Il sociologo Tadeusz Piotrowski notò che, sebbene il ruolo dei Nachtigall sia contestato, essi erano presenti in città durante gli eventi, che le loro attività non sono adeguatamente documentate e che come minimo sono colpevoli della collaborazione passiva in questo evento, per non essersi opposti alle atrocità. Secondo uno storico di Leopoli, Vasyl Rasevych, le asserzioni che gli ucraini parteciparono al massacro del luglio 1941 non sono vere e non esiste alcuna prova archivistica a sostegno di tale affermazione.

## Conseguenze
Dopo la seconda guerra mondiale, i capi dell'Unione Sovietica fecero dei tentativi per sminuire il retaggio storico e culturale polacco di Leopoli. I crimini commessi a est della Linea Curzon non poterono essere perseguiti dai tribunali polacchi. Le informazioni sulle atrocità che ebbero luogo a Leopoli furono circoscritte. Nel 1960 la dott.ssa Helena Krukowska, vedova del prof. Włodzimierz Krukowski, fece appello al tribunale di Amburgo. Dopo cinque anni il tribunale tedesco chiuse i procedimenti giudiziari. Un pubblico ministero tedesco asserì che le persone responsabili del crimine erano già morte; tuttavia, l'SS-Hauptsturmführer Hans Krueger (scritto anche Krüger), comandante dell'unità della Gestapo che supervisionò i massacri a Leopoli nel 1941, era detenuto nella prigione di Amburgo (essendo stato condannato all'ergastolo per l'omicidio di massa di ebrei e polacchi a Stanisławów, commesso parecchie settimane dopo che la sua unità fu trasferita da Leopoli). Come risultato, nessuna persona è mai stata ritenuta responsabile di questa atrocità.
Negli '70 Via Abrahamowicz a Leopoli fu rinominata Via Tadeusz Boy-Żeleński. Varie organizzazioni polacche hanno fondato delegazioni per ricordare le vittime dell'atrocità con un monumento o una tomba simbolica a Leopoli. Il caso dell'omicidio dei professori è attualmente sotto indagine da parte dell'Istituto della Memoria Nazionale. Nel maggio 2009 il monumento alle vittime di Leopoli fu sfregiato con vernice rossa recante le parole: "Morte ai Lach [Polacchi]". Il 3 luglio 2011 a Leopoli fu inaugurato un memoriale dedicato ai 39 professori polacchi assassinati dalla Gestapo il 4 luglio 1941.

## Vittime
Abbreviazioni usate:
- UJK = Uniwersytet Jana Kazimierza (Università di Leopoli, ora Università nazionale Ivan Franko di Leopoli)
- PSP = Państwowy Szpital Powszechny (Ospedale Pubblico Nazionale)
- PL = Politechnika Lwowska (Politecnico di Leopoli)
- AWL = Akademia Weterynaryjna we Lwowie (Accademia di scienze veterinarie)
- AHZ = Akademia Handlu Zagranicznego we Lwowie (Accademia di commercio estero a Leopoli)

### Assassinati sulle colline Wulka
1. Prof. dr. Antoni Cieszyński, professore di stomatologia, UJK
2. Prof. dr. Władysław Dobrzaniecki, capo dell'organizzazione del Reparto di chirurgia, PSP
3. Prof. dr. Jan Grek, professore di medicina interna, UJK
4. Maria Grekowa, moglie di Jan Grek
5. Prof. ass. dr. Jerzy Grzędzielski, capo dell'Istituto di oftalmologia, UJK
6. Prof. dr. Edward Hamerski, capo di medicina interna, AWL
7. Prof. dr. Henryk Hilarowicz, professore di chirurgia, UJK
8. Rev. dr. Władysław Komornicki, teologo, un parente della famiglia Ostrowski
9. Eugeniusz Kostecki, marito della domestica del prof. Dobrzaniecki
10. Prof. dr. Włodzimierz Krukowski, capo dell'Istituto di misurazione elettrica, PL
11. Prof. dr. Roman Longchamps de Bérier, capo dell'Istituto di diritto civile, UJK
12. Bronisław Longchamps de Bérier, figlio del prof. Longchamps de Bérier
13. Zygmunt Longchamps de Bérier, figlio del prof. Longchamps de Bérier
14. Kazimierz Longchamps de Bérier, figlio del prof. Longchamps de Bérier
15. Prof. dr. Antoni Łomnicki, capo dell'Istituto di matematica, PL
16. Adam Mięsowicz, nipote del prof. Sołowij
17. Prof. dr. Witołd Nowicki, preside della Facoltà di anatomia e patologia, UJK
18. Dr. med. Jerzy Nowicki, assistente all'Istituto di igiene, UJK, figlio del prof. Witołd Nowicki
19. Prof. dr. Tadeusz Ostrowski, capo dell'Istituto di chirurgia, UJK
20. Jadwiga Ostrowska, moglie del prof. Ostrowski
21. Prof. dr. Stanisław Pilat, capo dell'Istituto di tecnologia del petrolio e dei gas naturali, PL
22. Prof. dr. Stanisław Progulski, pediatra, UJK
23. Andrzej Progulski, figlio del prof. Progulski
24. Prof. dr. Roman Rencki, capo dell'Istituto di medicina interna, UJK
25. Dr. med. Stanisław Ruff, capo del Dipartimento di chirurgia dell'Ospedale Ebraico
26. Anna Ruffowa, moglie del dr. Ruff
27. Ing. Adam Ruff, figlio del dr. Ruff
28. Prof. dr. Włodzimierz Sieradzki, preside della Facoltà di medicina forense, UJK
29. Prof. dr. Adam Sołowij, ex capo del Dipartimento di ginecologia e ostetricia del PSP
30. Prof. dr. Włodzimierz Stożek, preside della Facoltà di matematica, PL
31. Ing. Eustachy Stożek, assistente al Politecnico di Leopoli, figlio del prof. Włodzimierz Stożek
32. Emanuel Stożek, figlio del prof. Włodzimierz Stożek
33. Dr. Tadeusz Tapkowski, avvocato
34. Prof. dr. Kazimierz Vetulani, preside della Facoltà di meccanica teorica, PL
35. Prof. dr. Kacper Weigel, capo dell'Istituto delle misure, PL
36. Mgr. Józef Weigel, figlio del prof. Kacper Weigel
37. Prof. dr. Roman Witkiewicz, capo dell'Istituto dei macchinari, PL
38. Prof. dr. Tadeusz Boy-Żeleński, scrittore e ginecologo, capo dell'Istituto di letteratura francese

#### Assassinati nel cortile della Bursa Abrahamowiczów, un'ex scuola a Leopoli, ora un ospedale
1. Katarzyna Demko, insegnante di lingua inglese
2. Dr. Stanisław Mączewski, capo del Dipartimento di ginecologia e ostetricia del PSP
3. Maria Reymanowa, infermiera
4. Wolisch (nome ignoto), commerciante

#### Assassinati il 12 luglio
1. Prof. dr. Henryk Korowicz, capo dell'Istituto di economia, AHZ
2. Prof. dr. Stanisław Ruziewicz, capo dell'Istituto di matematica, AHZ

#### Assassinati il 26 luglio nella Prigione di Brygidki
1. Prof. dr. Kazimierz Bartel, ex Primo Ministro della Polonia, ex rettore del PL, presidente del Dipartimento di geometria, PL